# Adolfo Pirelli
Adolfo Pirelli, pseudonimo di Daniel O'Higgins (Davey Collins nella trasposizione cinematografica del 2007), è un personaggio immaginario del musical The Demon Barber of Fleet Street di Stephen Sondheim. È uno degli antagonisti secondari di Sweeney Todd.

## Il personaggio
Daniel O'Higgins è un furfante di origini irlandesi, che in gioventù fu apprendista di Benjamin Barker.
Una volta cresciuto, O'Higgins cambia identità, divenendo Adolfo Pirelli, denominato “il re di Napoli”, un talentuoso e prestigioso barbiere italiano (in realtà tutt'altro che abile e dotato).
Mentendo spudoratamente, dice di aver servito il Re delle Due Sicilie ed il Papa e parla di sé dicendo di essere “il re dei barbieri ed il barbiere dei re”.
Picchia senza pietà il suo sguattero Tobias Ragg, poi adottato da  Mrs. Lovett.
È anche un truffatore: infatti, miscelando urina ed inchiostro, ha creato il “Magico Elisir di Pirelli” che vende per 6 penny, con la promessa che l'intruglio farà ricrescere i capelli dell'acquirente. La sua truffa viene smascherata da Sweeney Todd, che lo sfiderà: chi dei due avrebbe rasato nel tempo più breve un cliente avrebbe vinto 5 sterline. Sweeney Todd batte facilmente il ciarlatano da marciapiede, scucendogli le 5 sterline in palio. Il Messo Bamford fece da giudice alla gara.
Ma, il giorno dopo, Pirelli riconosce in Todd l'antico padrone e datore di lavoro Banjamin Barker e corre in Fleet Street per minacciarlo: Sweeney dovrà dargli la metà dei suoi guadagni, altrimenti spiffererà la sua vera identità alla polizia.
Todd, sorpreso ed infuriato, uccide Pirelli, tagliandogli la gola con il suo rasoio. 
Adolfo Pirelli sarà la prima delle vittime di Todd ad essere cucinata da Mrs. Lovett (“A Little Priest”).

## Interpreti
Nella produzione originale di Broadway fu interpretato da Joaquin Romaguera. 
È stato interpretato da John Aron nella produzione 1980 di Londra e da Sal Mistretta nella tournée statunitense del 1981.
Nella nuova produzione di Broadway del 2005 (con Patti LuPone) il ruolo fu interpretato da Donna Lynne Champlin. 
Nell'adattamento cinematografico di Tim Burton del 2007 (“Sweeney Todd - Il diabolico barbiere di Fleet Street”) il ruolo fu coperto da Sacha Baron Cohen.